# Sköljrum
Ett sköljrum är ett rum i en vårdinrättning där man bland annat diskar och desinficerar bäckenskålar och urinflaskor.